# Незірколист Мішо
Незірколист Гелера (Anastrophyllum michauxii) — вид печіночників порядку юнгерманіальних (Jungermanniales).

## Поширення
Батьківщиною є Європа, Азія, Північна Америка.